# OFK Titograd Podgorica
Omladinski Fudbalski Klub Titograd Podgorica (Омладински Фудбалски Клуб Титоград Подгорица) – czarnogórski klub piłkarski z siedzibą w stolicy Czarnogóry – Podgoricy. Został utworzony w 1951 roku. Obecnie występuje w Trećej lidze Czarnogóry. Latem 1997 roku klub wygrał największą różnicą bramek mecz Trećej ligi SR Јugoslavije pokonując FK Cetinje 15:0.

## Historia
- 1951 - został założony jako FK Mladost Titograd.
- 1960 - zmienił nazwę na OFK Titograd (Omladinski Fudbalski Klub Titograd).
- 1991 - zmienił nazwę na FK Mladost Podgorica.
- 2018 - zmienił nazwę na OFK Titograd Podgorica.

## Stadion
Klub rozgrywa swoje mecze domowe na boisku w obrębie kompleksu Trening kamp FSCG w Podgoricy.

## Sezony
| Sezon                          | Liga                                                 | Poziom | Miejsce  |
| Federalna Republika Jugosławii |                                                      |        |          |
| 1999/00                        | Druga liga SR Јugoslavije – Grupa Zapad (Zachód)     | II     | 11       |
| 2000/01                        | Druga liga SR Јugoslavije – Grupa Jug (Południe)     | II     | 4        |
| 2001/02                        | Druga liga SR Јugoslavije – Grupa Jug (Południe)     | II     | 4        |
| 2002/03                        | Druga liga SR Јugoslavije – Grupa Jug (Południe)     | II     | 4        |
| Serbia i Czarnogóra            |                                                      |        |          |
| 2003/04                        | Druga liga Srbije i Crne Gore – Grupa Jug (Południe) | II     | 6        |
| 2004/05                        | Prva crnogorska liga                                 | II     | 10       |
| 2005/06                        | Druga crnogorska liga                                | III    | 2 (2x) * |
| Czarnogóra                     |                                                      |        |          |
| 2006/07                        | Prva liga                                            | I      | 9        |
| 2007/08                        | Prva liga                                            | I      | 12       |
| 2008/09                        | Druga liga                                           | II     | 2        |
| 2009/10                        | Druga liga                                           | II     | 1        |
| 2010/11                        | Prva liga                                            | I      | 5        |
| 2011/12                        | Prva liga                                            | I      | 7        |
| 2012/13                        | Prva liga                                            | I      | 6        |
| 2013/14                        | Prva liga                                            | I      | 9        |
| 2014/15                        | Prva liga                                            | I      | 4        |
| 2015/16                        | Prva liga                                            | I      | 1        |
| 2016/17                        | Prva liga                                            | I      | 3        |
| 2017/18                        | Prva liga                                            | I      | 3        |
| 2018/19                        | Prva liga                                            | I      | 4        |
| 2019/20                        | Prva liga                                            | I      | 8        |
| 2020/21                        | Prva liga                                            | I      |          |

 * W wyniku przeprowadzonego 21 maja 2006 referendum niepodległościowego zadeklarowano zerwanie dotychczas istniejącej federacji Czarnogóry z Serbią (Serbia i Czarnogóra). W związku z tym po sezonie 2005/06 wszystkie czarnogórskie zespoły wystąpiły z lig Serbii i Czarnogóry, a od nowego sezonu 2006/07 Mladost Podgorica przystąpił do rozgrywek Prvej crnogorskiej ligi.

## Sukcesy
- mistrzostwo Czarnogóry (1): 2016.
- mistrzostwo Drugiej crnogorskiej ligi (1): 2010 (awans do Prvej crnogorskiej ligi).
- mistrzostwo Crnogorskiej ligi (2): 1996 i 1999 (awanse do Drugiej ligi SR Јugoslavije).
- wicemistrzostwo Drugiej crnogorskiej ligi (III liga) (1): 2006 (awans do Prvej crnogorskiej ligi, po wygranych barażach).
- wicemistrzostwo Drugiej crnogorskiej ligi (1): 2009 (brak awansu do Prvej crnogorskiej ligi, po przegranych barażach).
- Puchar Czarnogóry:
  - zdobywca (2): 2015 i 2018.
  - finalista (1): 2014.

## Europejskie puchary
Legenda do wszystkich tabel:
- Q – runda eliminacyjna, 1/16, 1/8, 1/4, 1/2 – odpowiednia faza rozgrywek, Grupa – runda grupowa, 1r gr – pierwsza runda grupowa, 2r gr – druga runda grupowa, F – finał, R – runda, PO – play-off
- k. – rzuty karne, los. – losowanie, Dogr. – dogrywka, w. – zasada bramek strzelonych na wyjeździe

| Sezon   | Rozgrywki     | Runda | Klub              | Dom | Wyjazd | Ogólnie |
| ------- | ------------- | ----- | ----------------- | --- | ------ | ------- |
| 2013/14 | Liga Europy   | 1Q    | Videoton          | 1–0 | 1–2    | 2–2, w. |
| 2013/14 | Liga Europy   | 2Q    | Senica            | 2–2 | 1–0    | 3–2     |
| 2013/14 | Liga Europy   | 3Q    | Sevilla FC        | 1–6 | 0–3    | 1–9     |
| 2015/16 | Liga Europy   | 1Q    | Neftçi PFK        | 1–1 | 2–2    | 3–3, w. |
| 2015/16 | Liga Europy   | 2Q    | Kukësi            | 2–4 | 1–0    | 3–4     |
| 2016/17 | Liga Mistrzów | 2Q    | Łudogorec Razgrad | 0–3 | 0–2    | 0–5     |
| 2017/18 | Liga Europy   | 1Q    | Gandzasar Kapan   | 1–0 | 3–0    | 4–0     |
| 2017/18 | Liga Europy   | 2Q    | Sturm Graz        | 0–3 | 1–0    | 1–3     |
| 2018/19 | Liga Europy   | 1Q    | B36 Tórshavn      | 1–2 | 0–0    | 1–2     |
| 2019/20 | Liga Europy   | 1Q    | CSKA Sofia        | 0–0 | 0–4    | 0–4     |